# Indianapolis 500 1955
Das 39. Indianapolis 500 (offiziell 39th International 500-Mile Sweepstakes) fand am 30. Mai 1955 auf dem Indianapolis Motor Speedway in Indianapolis statt und war das dritte Rennen der Automobil-Weltmeisterschaft 1955 sowie das erste Rennen der AAA-Saison 1955.

## Bericht

### Hintergrund
Die Indianapolis 500 war Bestandteil der Formel-1-Weltmeisterschaft 1955, die europäischen Teams nahmen jedoch nicht teil und sahen das Rennen als Streichresultat an. Das Fahrerfeld bestand aus US-amerikanischen Fahrern und Teams, die an keinen weiteren Formel-1-Rennen der Saison 1955 teilnahmen. Mit Bill Vukovich nahm der Sieger der Indianapolis 500 1953 und 1954 teil. Sein Konstrukteur Kurtis Kraft stellte einen Großteil der Wagen des Rennens und dominierte das Wochenende. Das Fahrerfeld war auf 33 Wagen beschränkt, 35 US-Amerikaner nahmen am Rennen teil.
Nach dem Großen Preis von Monaco führte Maurice Trintignant in der Fahrerwertung der Automobil-Weltmeisterschaft mit 1,3 Punkten vor Juan Manuel Fangio und mit fünf Punkten vor Giuseppe Farina.

### Training
Die Pole-Position wurde in vier Zeitfahrwettbewerben ermittelt, wobei das erste Zeitfahren über die Pole-Position entschied. Das erste Zeitfahren am 14. Mai war von viel Regen und starkem Wind geprägt, der die Fahrer und Teams veranlasste in der Box zu bleiben. Man entschied sich die Pole im zweiten Zeitfahren einen Tag später zu ermitteln, doch Jerry Hoyt hielt sich nicht an die Vereinbarung und fuhr unerwartet auf die Strecke und sicherte sich den ersten Startplatz. Es war die einzige Pole-Position seiner Karriere und die einzige für seinen Konstrukteur Stevens. Auch Tony Bettenhausen ging auf die Strecke und qualifizierte sich auf Position zwei. Weitere Fahrer nahmen nicht teil. Am 15. Mai fuhren alle anderen Fahrer unter trockenen Bedingungen die übrigen Plätze der Startaufstellung aus. Das Zeitfahren wurde von einem schweren Unfall von Manny Ayulo überschattet, bei der er die Kontrolle über den Wagen verlor und unangeschnallt in eine Begrenzungsmauer fuhr. Er erlag einen Tag später seinen schweren Verletzungen und war der erste tödlich verunglückte Fahrer der Automobil-Weltmeisterschaft 1955.

### Rennen
Beim fliegenden Start zum Indianapolis 500 Rennen 1955 ging Jack McGrath in Führung und baute seine Führung auf einige Sekunden aus. Vukovich lag in Runde eins auf Platz vier hinter Johnnie Parsons und Hoyt. Vukovich überholte in der zweiten Runde Hoyt und Parsons und lag somit hinter dem Führenden McGrath, bei dessen Wagen Rauch aus dem Motor aufstieg. Nach einer weiteren Runde wurde deutlich, dass McGrath technische Schwierigkeiten hatte, Vukovich kam näher und attackierte den Führenden. In Runde drei überholte Vukovich McGrath, gab die Führung aber wenige Runden später wieder ab. Anschließend entstand ein spannender Kampf um die Führung, den Vukovich für sich entschied, da McGrath durch Elektrikprobleme zurückfiel. Nach 50 Runden, einem Viertel der Renndistanz kam McGrath an die Box um seinen eigenen Wagen zu reparieren. Dies gelang jedoch nicht und McGrath schied aus dem Rennen aus.
Vukovich baute in den folgenden Runden seine Führung auf die Konkurrenz weiter aus und dominierte das Rennen. Als er begann die ersten Wagen zu überrunden ereignete sich vor ihm ein Crash mit Rodger Ward, Johnny Boyd und Al Keller. Die beteiligten Fahrer versuchten die nachfolgenden Fahrzeuge auf den Unfall aufmerksam zu machen, Vukovich konnte jedoch nicht mehr ausweichen und kollidierte mit dem Wagen von Boyd. Beide Wagen überschlugen sich, Boyd wurde unter seinem Auto eingeklemmt, Vukovich über die Streckenbegrenzung katapultiert. Der Führende des Rennens starb noch am Unfallort und die Zuschauer wurden per Durchsage vom Tod Vukovichs informiert. Boyd wurde von anderen Fahrern und Streckenpersonals aus seinem Wagen befreit und überstand den schweren Unfall unverletzt. Nachdem das Rennen wieder freigegeben worden war, führte Jimmy Bryan vor Bob Sweikert. Byrans Wagen begann ähnlich wie bei McGrath an zu rauchen, er verlor wenige Runden später die Führung an Sweikert und musste das Rennen aufgeben.
In Runde 170 ereignete sich ein weiterer schwerer Unfall, bei dem Cal Niday die Kontrolle über seinen Kurtis-Kraft verlor und heftig in eine Betonmauer einschlug und sich mehrfach überschlug. Niday trug leichte Verletzungen von diesem Unfall davon.
In den letzten Rennrunden führte Sweikert vor Jimmy Davies und Paul Russo, der in Runde 123 den Wagen von Bettenhausen übernommen hatte. Sweikert hatte nur noch wenig Benzin in seinem Wagen und musste die letzten Runden spritsparend fahren. Sein Vorsprung auf Davies und Russo wurde jede Runde geringer, doch die beiden bekämpften sich untereinander, sodass Sweikert einen kleinen Vorsprung über die Ziellinie retten konnte und das Rennen gewann. Russo überholte Davies noch und sicherte sich Platz zwei. Mit Davies auf Platz drei war das Podium gefüllt mit Kurtis-Kraft Wagen, auf Platz vier kam Johnny Thomson im Kuzma ins Ziel.
Der Sieg, das Podium und die Punkte waren für Sweikert die einzigen seiner Formel-1-Karriere. In der AAA war dies für ihn der Auftakt einer erfolgreichen Saison, die er als Champion beendete. In der AAA übernahm er die Führung der Fahrerwertung, in der Formel 1 lag er mit dem Sieg auf Position 3. Für seinen Konstrukteur Kurtis Kraft war es der fünfte und letzte Formel-1-Sieg.

## Meldeliste
| Team                        | Nr. | Fahrer            | Chassis              | Motor              | Reifen |
| --------------------------- | --- | ----------------- | -------------------- | ------------------ | ------ |
| AE Dean                     | 01  | Jimmy Bryan       | Kuzma                | Offenhauser 4.5 L4 | F      |
| Jack B Hinkle               | 03  | Jack McGrath      | Kurtis Kraft 500C    | Offenhauser 4.5 L4 | F      |
| Lindsey Hopkins             | 04  | Bill Vukovich     | Kurtis Kraft 500C    | Offenhauser 4.5 L4 | F      |
| Emmett J Malloy             | 05  | Jimmy Reece       | Pankratz             | Offenhauser 4.5 L4 | F      |
| John Zink                   | 06  | Bob Sweikert      | Kurtis Kraft 500C    | Offenhauser 4.5 L4 | F      |
| Cars Inc                    | 08  | Sam Hanks         | Kurtis Kraft 500C    | Offenhauser 4.5 L4 | F      |
| HA Chapman                  | 10  | Tony Bettenhausen | Kurtis Kraft 500C    | Offenhauser 4.5 L4 | F      |
| HA Chapman                  | 10  | Paul Russo        | Kurtis Kraft 500C    | Offenhauser 4.5 L4 | F      |
| Bob Estes                   | 12  | Don Freeland      | Phillips             | Offenhauser 4.5 L4 | F      |
| Federal Auto Associates     | 14  | Fred Agabashian   | Kurtis Kraft 500C    | Offenhauser 4.5 L4 | F      |
| Federal Auto Associates     | 41  | Chuck Weyant      | Kurtis Kraft KK 3000 | Offenhauser 4.5 L4 | F      |
| Pat Clancy                  | 15  | Jimmy Davies      | Kurtis Kraft 500B    | Offenhauser 4.5 L4 | F      |
| Carl L Anderson             | 16  | Johnnie Parsons   | Kurtis Kraft 500C    | Offenhauser 4.5 L4 | F      |
| Joseph Massaglia Jr.        | 19  | Andy Linden       | Kurtis Kraft KK 4000 | Offenhauser 4.5 L4 | F      |
| Racing Associates           | 22  | Cal Niday         | Kurtis Kraft 500B    | Offenhauser 4.5 L4 | F      |
| Jim Robbins                 | 23  | Jerry Hoyt        | Stevens              | Offenhauser 4.5 L4 | F      |
| ER Casale                   | 27  | Rodger Ward       | Kuzma                | Offenhauser 4.5 L4 | F      |
| Rotari Engineering Corp     | 29  | Pat O’Connor      | Kurtis Kraft 500D    | Offenhauser 4.5 L4 | F      |
| John L McDaniel             | 31  | Keith Andrews     | Schroeder            | Offenhauser 4.5 L4 | F      |
| South California Muffler Co | 33  | Jim Rathmann      | Epperly              | Offenhauser 4.5 L4 | F      |
| RN Sabourin                 | 37  | Eddie Russo       | Pawl                 | Offenhauser 4.5 L4 | F      |
| Chapman S. Root             | 39  | Johnny Boyd       | Kurtis Kraft 500D    | Offenhauser 4.5 L4 | F      |
| Chapman S. Root             | 48  | Jimmy Daywalt     | Kurtis Kraft         | Offenhauser 4.5 L4 | F      |
| Samual W Traylor III        | 42  | Al Keller         | Kurtis Kraft KK 2000 | Offenhauser 4.5 L4 | F      |
| Peter Schmidt               | 44  | Johnny Thomson    | Kuzma                | Offenhauser 4.5 L4 | F      |
| Ray Crawford                | 49  | Raymond Crawford  | Kurtis Kraft 500B    | Offenhauser 4.5 L4 | F      |
| M Pete Wales                | 68  | Ed Elisian        | Kurtis Kraft KK 4000 | Offenhauser 4.5 L4 | F      |
| TW & WT Martin              | 71  | Al Herman         | Kurtis Kraft         | Offenhauser 4.5 L4 | F      |
| Merz Engineering Inc.       | 77  | Walt Faulkner     | Kurtis Kraft 500C    | Offenhauser 4.5 L4 | F      |
| Merz Engineering Inc.       | 77  | Bill Homeier      | Kurtis Kraft 500C    | Offenhauser 4.5 L4 | F      |
| Pete Salemi                 | 81  | Shorty Templeman  | Trevis               | Offenhauser 4.5 L4 | F      |
| Kalamazoo Sports Inc.       | 83  | Eddie Johnson     | Trevis               | Offenhauser 4.5 L4 | F      |
| Harry Dunn                  | 89  | Pat Flaherty      | Kurtis Kraft 500B    | Offenhauser 4.5 L4 | F      |
| J.C. Agajanian              | 98  | Duane Carter      | Kuzma                | Offenhauser 4.5 L4 | F      |
| Murrell Belanger            | 99  | Art Cross         | Kurtis Kraft 500C    | Offenhauser 4.5 L4 | F      |

Anmerkungen
1. ↑  Bettenhausen fuhr den Wagen 123 Runden, Russo 77 Runden.
2. ↑  Faulkner fuhr den Wagen 176 Runden, Homeier 24 Runden.

## Klassifikationen

### Startaufstellung
| Pos. | Fahrer            | Konstrukteur | Zeit    | Ø-Geschwindigkeit | Start |
| ---- | ----------------- | ------------ | ------- | ----------------- | ----- |
| 01   | Jerry Hoyt        | Stevens      | 1:04,27 | 225,46 km/h       | 01    |
| 02   | Tony Bettenhausen | Kurtis Kraft | 1:04,29 | 225,38 km/h       | 02    |
| 03   | Jack McGrath      | Kurtis Kraft | 1:03,12 | 229,56 km/h       | 03    |
| 04   | Fred Agabashian   | Kurtis Kraft | 1:03,41 | 228,51 km/h       | 04    |
| 05   | Bill Vukovich     | Kurtis Kraft | 1:03,80 | 227,12 km/h       | 05    |
| 06   | Sam Hanks         | Kurtis Kraft | 1:04,20 | 225,70 km/h       | 06    |
| 07   | Walt Faulkner     | Kurtis Kraft | 1:04,40 | 225,00 km/h       | 07    |
| 08   | Andy Linden       | Kurtis Kraft | 1:04,70 | 223,96 km/h       | 08    |
| 09   | Cal Niday         | Kurtis Kraft | 1:04,15 | 225,88 km/h       | 09    |
| 10   | Jimmy Davies      | Kurtis Kraft | 1:04,16 | 225,84 km/h       | 10    |
| 11   | Jimmy Bryan       | Kuzma        | 1:04,32 | 225,28 km/h       | 11    |
| 12   | Pat Flaherty      | Kurtis Kraft | 1:04,22 | 225,63 km/h       | 12    |
| 13   | Eddie Russo       | Pawl         | 1:04,23 | 225,60 km/h       | 13    |
| 14   | Bob Sweikert      | Kurtis Kraft | 1:04,29 | 225,38 km/h       | 14    |
| 15   | Jimmy Reece       | Pankratz     | 1:04,29 | 225,38 km/h       | 15    |
| 16   | Al Herman         | Kurtis Kraft | 1:04,37 | 225,10 km/h       | 16    |
| 17   | Jimmy Daywalt     | Kurtis Kraft | 1:04,56 | 224,44 km/h       | 17    |
| 18   | Duane Carter      | Kuzma        | 1:04,60 | 224,30 km/h       | 18    |
| 19   | Pat O‘Connor      | Kurtis Kraft | 1:04,66 | 224,10 km/h       | 19    |
| 20   | Jim Rathmann      | Epperly      | 1:04,89 | 223,30 km/h       | 20    |
| 21   | Don Freeland      | Phillips     | 1:04,35 | 225,17 km/h       | 21    |
| 22   | Al Keller         | Kurtis Kraft | 1:04,49 | 224,69 km/h       | 22    |
| 23   | Raymond Crawford  | Kurtis Kraft | 1:04,65 | 224,13 km/h       | 23    |
| 24   | Art Cross         | Kurtis Kraft | 1:04,87 | 223,37 km/h       | 24    |
| 25   | Chuck Weyant      | Kurtis Kraft | 1:05,19 | 222,27 km/h       | 25    |
| 26   | Johnny Boyd       | Kurtis Kraft | 1:05,70 | 220,55 km/h       | 26    |
| 27   | Johnnie Parsons   | Kurtis Kraft | 1:05,79 | 220,25 km/h       | 27    |
| 28   | Keith Andrews     | Schroeder    | 1:06,15 | 219,05 km/h       | 28    |
| 29   | Ed Elisian        | Kurtis Kraft | 1:06,50 | 217,89 km/h       | 29    |
| 30   | Rodger Ward       | Kuzma        | 1:06,64 | 217,44 km/h       | 30    |
| 31   | Shorty Templeman  | Trevis       | 1:06,66 | 217,37 km/h       | 31    |
| 32   | Eddie Johnson     | Trevis       | 1:06,94 | 216,46 km/h       | 32    |
| 33   | Johnny Thomson    | Kuzma        | 1:07,11 | 215,91 km/h       | 33    |

### Rennen
| Pos. | Fahrer                       | Konstrukteur | Runden | Stopps | Zeit       | Start | Schnellste Runde |
| ---- | ---------------------------- | ------------ | ------ | ------ | ---------- | ----- | ---------------- |
| 01   | Bob Sweikert                 | Kurtis Kraft | 200    |        | 3:53:59,53 | 14    |                  |
| 02   | Tony Bettenhausen Paul Russo | Kurtis Kraft | 200    |        | + 2:43,56  | 02    |                  |
| 03   | Jimmy Davies                 | Kurtis Kraft | 200    |        | + 3:32,36  | 10    |                  |
| 04   | Johnny Thomson               | Kuzma        | 200    |        | + 3:38,91  | 33    |                  |
| 05   | Walt Faulkner Bill Homeier   | Kurtis Kraft | 200    |        | + 5:17,17  | 07    |                  |
| 06   | Andy Linden                  | Kurtis Kraft | 200    |        | + 5:57,94  | 08    |                  |
| 07   | Al Herman                    | Kurtis Kraft | 200    |        | + 6:24,24  | 16    |                  |
| 08   | Pat O‘Connor                 | Kurtis Kraft | 200    |        | + 6:41,60  | 19    |                  |
| 09   | Jimmy Daywalt                | Kurtis Kraft | 200    |        | + 7:09,81  | 17    |                  |
| 10   | Pat Flaherty                 | Kurtis Kraft | 200    |        | + 7:46,54  | 12    |                  |
| 11   | Duane Carter                 | Kuzma        | 197    |        | + 3 Runden | 18    |                  |
| 12   | Chuck Weyant                 | Kurtis Kraft | 196    |        | + 4 Runden | 25    |                  |
| 13   | Eddie Johnson                | Trevis       | 196    |        | + 4 Runden | 32    |                  |
| 14   | Jim Rathmann                 | Epperly      | 191    |        | + 9 Runden | 20    |                  |
| –    | Don Freeland                 | Phillips     | 178    |        | DNF        | 21    |                  |
| –    | Cal Niday                    | Kurtis Kraft | 170    |        | DNF        | 09    |                  |
| –    | Art Cross                    | Kurtis Kraft | 168    |        | DNF        | 24    |                  |
| –    | Shorty Templeman             | Trevis       | 142    |        | DNF        | 31    |                  |
| –    | Sam Hanks                    | Kurtis Kraft | 134    |        | DNF        | 06    |                  |
| –    | Keith Andrews                | Schroeder    | 120    |        | DNF        | 28    |                  |
| –    | Johnnie Parsons              | Kurtis Kraft | 119    |        | DNF        | 27    |                  |
| –    | Eddie Russo                  | Pawl         | 112    |        | DNF        | 13    |                  |
| –    | Raymond Crawford             | Kurtis Kraft | 111    |        | DNF        | 23    |                  |
| –    | Jimmy Bryan                  | Kuzma        | 90     |        | DNF        | 11    |                  |
| –    | Bill Vukovich                | Kurtis Kraft | 56     |        | DNF        | 05    | 1:03,67          |
| –    | Al Keller                    | Kurtis Kraft | 54     |        | DNF        | 22    |                  |
| –    | Jack McGrath                 | Kurtis Kraft | 54     |        | DNF        | 03    |                  |
| –    | Ed Elisian                   | Kurtis Kraft | 53     |        | DNF        | 29    |                  |
| –    | Johnny Boyd                  | Kurtis Kraft | 53     |        | DNF        | 26    |                  |
| –    | Rodger Ward                  | Kuzma        | 53     |        | DNF        | 30    |                  |
| –    | Jerry Hoyt                   | Kurtis Kraft | 40     |        | DNF        | 01    |                  |
| –    | Fred Agabashian              | Kurtis Kraft | 39     |        | DNF        | 04    |                  |
| –    | Jimmy Reece                  | Pankratz     | 10     |        | DNF        | 15    |                  |

## WM-Stand nach dem Rennen
Die ersten fünf bekamen 8, 6, 4, 3 bzw. 2 Punkte; einen Punkt gab es für die schnellste Runde. Es zählten nur die fünf besten Ergebnisse aus sieben Rennen.

### Fahrerwertung
| Pos. | Fahrer                | Konstrukteur | Punkte |
| ---- | --------------------- | ------------ | ------ |
| 01   | Maurice Trintignant   | Ferrari      | 11,3   |
| 02   | Juan Manuel Fangio    | Mercedes     | 10     |
| 03   | Bob Sweikert          | Kurtis Kraft | 8      |
| 04   | Giuseppe Farina       | Ferrari      | 6,3    |
| 05   | Eugenio Castellotti   | Lancia       | 6      |
| 06   | Jimmy Davies          | Kurtis Kraft | 4      |
| 07   | Tony Bettenhausen     | Kurtis Kraft | 3      |
| 08   | Paul Russo            | Kurtis Kraft | 3      |
| 09   | Johnny Thomson        | Kuzma        | 3      |
| 10   | Roberto Mieres        | Maserati     | 2      |
| 11   | José Froilán González | Ferrari      | 2      |
| 12   | Jean Behra            | Maserati     | 2      |
| 13   | Cesare Perdisa        | Maserati     | 2      |
| 14   | Luigi Villoresi       | Lancia       | 2      |
| 15   | Umberto Maglioli      | Ferrari      | 1,3    |
| 16   | Stirling Moss         | Mercedes     | 1      |
| 17   | Hans Herrmann         | Mercedes     | 1      |
| 18   | Karl Kling            | Mercedes     | 1      |
| 19   | Walt Faulkner         | Kurtis Kraft | 1      |
| 20   | Bill Homeier          | Kurtis Kraft | 1      |

| Pos. | Fahrer            | Konstrukteur       | Punkte |
| ---- | ----------------- | ------------------ | ------ |
| 21   | Bill Vukovich †   | Kurtis Kraft       | 1      |
| 22   | Louis Chiron      | Lancia             | 0      |
| 23   | Harry Schell      | Maserati / Ferrari | 0      |
| 24   | Jacques Pollet    | Gordini            | 0      |
| 25   | Luigi Musso       | Maserati           | 0      |
| 26   | Piero Taruffi     | Ferrari            | 0      |
| 27   | Paul Frère        | Ferrari            | 0      |
| –    | Sergio Mantovani  | Maserati           | 0      |
| –    | Clemar Bucci      | Maserati           | 0      |
| –    | Carlos Menditéguy | Maserati           | 0      |
| –    | Jésus Iglesias    | Gordini            | 0      |
| –    | Alberto Uria      | Maserati           | 0      |
| –    | Alberto Ascari †  | Lancia             | 0      |
| –    | Élie Bayol        | Gordini            | 0      |
| –    | Pablo Birger      | Gordini            | 0      |
| –    | Robert Manzon     | Gordini            | 0      |
| –    | André Simon       | Mercedes           | 0      |
| –    | Mike Hawthorn     | Vanwall            | 0      |
| –    | Louis Rosier      | Maserati           | 0      |